# キック・アス/ジャスティス・フォーエバー
『キック・アス/ジャスティス・フォーエバー』（原題: Kick-Ass 2）は、2013年公開のアメリカ合衆国の映画。2010年に公開された『キック・アス』の続編。

## 概要
マーク・ミラーとジョン・ロミータ・Jrによる同名のコミック及び『Hit-Girl』を原作とし、2010年に公開された前作『キック・アス』の続編である。
ジェフ・ワドロウが監督、脚本を行った。
前作の監督であるマシュー・ヴォーンがプロデューサーを務め、また本作でもブラット・ピットが製作に参加している。
主要キャストは、前作に引き続きアーロン・テイラー＝ジョンソン、クロエ・グレース・モレッツ、クリストファー・ミンツ＝プラッセが出演し、ジャスティスフォーエバーのリーダー役でジム・キャリーが新たに出演した。
撮影は2012年9月から同年11月に行われ、2013年8月に公開した。

## ストーリー
前作から3年後、キック・アスことデイヴは高校生に、ヒットガールことミンディは亡き父の親友マーカスに引き取られていた。デイヴは普通の高校生活に飽き足らず、再びヒーローとして活動しようと、ミンディの指導の下トレーニングを受ける。だが、実地訓練の場で危険な目に遭ったデイヴはミンディと仲違いする。そして、SNSを通じて知り合ったスターズ・アンド・ストライプス大佐が率いる自警団組織「ジャスティス・フォーエバー」の一員となり、彼らとともに売春組織を壊滅させるなど街で活躍する。
同じ頃、キック・アスに父を殺されたと逆恨みするレッド・ミストは、母を事故死させてしまったのをきっかけにマザー・ファッカーの名で新たな悪の組織を作り、凶悪なマザー・ロシアを初めとする悪人を集め、強盗や警官殺害など悪事を重ねる。
ミンディはマーカスに禁止されていたヒーロー活動をしていることがばれてしまい、普通の女子高生として生活するよう言い含められ、ヒットガールとしての自分を封印する。そしてマーカスに紹介された学園の「女王蜂」・ブルックのグループに入り、アイドルグループにときめく普通の女子としての生活に適応しようとする。しかし、彼女らに誘われたダンス部で、日頃の訓練の成果を生かしてダンスの才能を発揮したミンディは、内心彼女を見下していたブルックのプライドを傷つける。ある日ミンディは同じ学校の男子生徒に誘われデートに出かけるが、実はこれはブルックたちの策略でミンディをからかうための嘘の誘いだったことが分かり、彼女らに侮蔑されたうえ、林の中に置き去りにされる。惨めな思いでデイヴの部屋を訪れ、もう学校に行けないと落ち込むミンディを、デイヴはヒットガールである彼女は特別な存在であると慰める。落ち込みから復活したミンディは、ドレスアップしてブルックらの前に現れ、彼女たちの卑劣さを毅然と否定したうえ、嘔吐と下痢を起こす武器「ゲロゲリ棒」で攻撃し、大いに恥をかかせて復讐を果たす。
一方マザー・ファッカーの組織はキック・アスを憎むあまり、警察を買収して自警団活動を弾圧する。デイヴと性的関係を結んでいた自警団のメンバー、ナイト・ビッチを襲い、スターズ・アンド・ストライプス大佐を殺害する。そして、警察に身代わりで自首したキック・アスを名乗る男がデイヴの父であると知ったマザー・ファッカーは、留置場に収容中のデイヴの父を殺害する。
父の葬儀に出席するデイヴがミンディと語り合っているとき、突然刺客たちが彼らに襲いかかり、デイヴは拉致される。ミンディはヒットガールの封印を解き、デイヴを救出する。そして二人は、ジャスティス・フォーエバーの面々とともに武装して悪党集団のアジトを襲撃し、格闘の末に制圧する。マザー・ファッカーはキック・アスとの対決の末、自ら設営した人喰いザメの水槽に転落する。
戦いを終えたミンディは、マーカスの言いつけを破り殺人も犯した自分はもうこの街にいられないと言い、家を出て独り立ちすることをデイヴに告げ、彼にファーストキスを捧げて街を去っていく。ジャスティス・フォーエバーの活動は終わりを告げるが、デイヴは一人でトレーニングを続ける。エンドロールのあと、サメに四肢と性器を喰われたマザー・ファッカーが病院のベッドの上で生きていることがわかるシーンで映画は終了する。

## キャスト
役名 - 俳優（日本語吹替）の順で記載する。
ジャスティス・フォーエバー
- デヴィッド・"デイヴ"・リゼウスキ / キック・アス（英語版） - アーロン・テイラー＝ジョンソン（佐藤拓也）
- ミンディ・マクレイディ / ヒット・ガール - クロエ・グレース・モレッツ（沢城みゆき）
- サル・バートリーニ / スターズ・アンド・ストライプス大佐 - ジム・キャリー（山寺宏一）
- ドクター・グラビティー - ドナルド・フェイソン（吉田ウーロン太）
- ナイト・ビッチ - リンディ・ブース（塩谷綾子）
- マーティ・アイゼンバーグ / バトル・ガイ - クラーク・デューク（岡哲也）
- インセクトマン - ロバート・エムズ（英語版）（辻本耕志）
- トミーズダッド / リメンバートミー - スティーヴン・マッキントッシュ（田原正治）
- トミーズマム / リメンバートミー - モニカ・ドーラン（英語版）

TOXIC MEGACUNTS（マザー・ファッカー率いる悪の軍団）
- クリス・ダミーコ / マザー・ファッカー - クリストファー・ミンツ＝プラッセ（勝杏里）
- マザー・ロシア - オルガ・カーカリナ（くじら）
- トッド・ハインズ / アス・キッカー - オーガスタス・プリュー（倉富亮）
- チンギス・半殺し - トム・ウー（英語版）（あべそういち）
- 腫瘍（ザ・トゥーマー） - アンディ・ナイマン
- ブラック・デス - ダニエル・カルーヤ（福地将章）
- ハビエル - ジョン・レグイザモ（丸山壮史）
- ハビエルのサイドキック - エンゾ・シレンティ（英語版）

その他
- マーカス・ウィリアムズ - モリス・チェストナット（遠藤大智）
- アンジー・ダミーコ夫人（クリスの母） - ヤンシー・バトラー（くじら）
- ケイティ・ドゥーマ - リンジー・フォンセカ（たなか久美）
- エリカ・チョウ - ソフィ・ウー（逢沢ゆりか）
- ドルス - エラ・パーネル
- ミスター・キム - ベネディクト・ウォン
- ブルック - クローディア・リー（英語版）
- ハーロー - タニヤ・フィア（森千晃）
- デイヴの父 - ギャレット・M・ブラウン（小柳基）
- デイモン・マクレイディ / ビッグ・ダディ - ニコラス・ケイジ ※写真のみ
- フランク・ダミーコ - マーク・ストロング ※写真のみ

（吹替翻訳：税田春介）

## 製作

### 企画とプリプロダクション
2012年5月、マーヴ・フィルムのプロデューサーであるマシュー・ヴォーンは『キック・アス』の続編をユニバーサル・ピクチャーズと共同製作で行うこと、そしてヴォーンがその監督及び脚本家にジェフ・ワドロウを選んだことが報じられた。翌月、アーロン・テイラー＝ジョンソンとクロエ・グレース・モレッツにキック・アス役とヒット・ガール役を続投してもうらうための交渉に入った。
2012年7月、クリストファー・ミンツ＝プラッセが前作に引き続いてクリス・ダミーコを演じ、さらに本作の悪役マザー・ファッカーとなることが明らかとなった。同月、ジョン・レグイザモがザ・マザー・ファッカーのボディガードの1人であるハビエルを演じることが発表された。
2012年8月、ドナルド・フェイソンがスーパーヒーローのドクター・グラヴィティを演じることが報じられた。また同月、ヤンシー・バトラーがアンジー・ダミーコ役、リンジー・フォンセカがケイティ・ドゥーマ役で続投し、ロバート・エムズが元警官のスーパーヒーローのインセクトマン役、モリス・チェストナットが前作のオマリ・ハードウィックに代わってヒット・ガールの保護者のマーカス・ウィリアムズ役、リンディ・ブースが姉妹を殺した殺人鬼に復讐しようとするスーパーヒーローのナイト・ビッチ役、アンディ・ナイマンが悪役のザ・トゥーマー役、クローディア・リーが学校のいじめっ子集団のリーダーのブルック役でキャストに加わった。
2012年9月、ジム・キャリーがスーパーヒーローグループの「ジャスティス・フォーエヴァー」のリーダーであるストライプ（スターズ大佐）役を務めることが公式に発表された。同月、エンゾ・シレンティがハビエルのサイドキック役、ボディ・ビルダーのオルガ・カーカリナが悪女のマザー・ロシア役、クラーク・デュークが後にスーパーヒーローのバトル・ガイとなるマーティ・アイゼンバーグ役となった。さらにオーガスタス・プリューが前作でトッド役を務めたエヴァン・ピーターズに代わって出演し、アス・キッカーとなることが判明した。

### 撮影
主要撮影は2012年9月7日にカナダのオンタリオ州ミシサガで開始された。9月末にはミシサガでの撮影を終えると、キャストとスタッフはイングランドのロンドンに移って撮影した。撮影は2012年11月23日に完了した。

### プロモーション・封切り
日本公開時には、応援テーマソングとしてマキシマムザホルモンの「便所サンダルダンス」（2013年発売のアルバム『予襲復讐』収録曲）が起用され、予告編BGMとして使用された。日本語版字幕監修は町山智浩が手がけた。また、前作公開時を大幅に上回る全国215スクリーンで公開され、公開初週の土日2日間で動員5万8,073人、興収7,832万2,600円の成績を記録し観客動員ランキング初登場5位となった（興行通信社調べ）。

## 評価
批評サイトでは好評だった前作とは異なり、本作は酷評されている。Rotten Tomatoesでは192のレビューで31%、平均点は10点満点中4.8点となった（前作は76%、7.1/10点）。また、Metacriticでは35のレビューで平均点は100点満点中41点である（前作は66点）。

## 続編
2015年6月プロデューサーのマシュー・ヴォーンが、スピンオフ作品の企画を考えていることを、Yahoo Movies UKが報じた。ヴォーンは同メディアのインタビューで続編の可能性について、ヒット・ガールとビッグ・ダディがどのように誕生したのかという前日譚に取り組んでおり、これがうまくいけば『キック・アス3』も作れると語った。